# 周吉 (明朝)
周吉（16世紀—17世紀），字吉人，號惠雲，福建興化府莆田縣人，明朝、南明政治人物。

## 生平
周吉早年有文名，崇禎六年（1633年）中舉人第三名，十三年（1640年）成進士，獲授蕪湖知縣，同年轉往靖江，弘光年間陞為禮部儀制主事、主客員外郎，南京失陷後事蹟不詳。

## 引用
1. ↑  《崇祯十三年庚辰科进士三代履历》：周吉，曾祖槐；祖顒；父应召。惠雲，诗一房，丁未年十一月十四日生，莆田县人，癸酉三名，会试二百六十一名，三甲二百二十名，吏部观政。
2. 1 2  錢海岳《南明史·卷三十一·列傳第七》：（弘光）時禮部司官：……周吉，字吉人，莆田人。崇禎十三年進士。蕪湖、靖江知縣，歷儀制主事、主客員外郎。
3. ↑  乾隆《莆田縣志·卷十三·選舉》：崇禎六年癸酉（舉人） 周吉 第三人，字吉人，庚辰進士……崇禎十三年庚辰魏藻德榜 周吉 靖江知縣，素負文名，煩剔游刃。
4. ↑  民國《蕪湖縣志·卷四十三·職官志》：周吉 字惠雲，福建莆田人，進士，崇禎十六年任（蕪湖知縣）
5. ↑  光緒《靖江縣志·卷十·職官志》：（崇禎）十六年 周吉 福建莆田人，進士，陞禮部主事去